# ریا پیلای
ریا پیلای (انگلیسی: Rhea Pillai؛ زادهٔ ۱۹۶۵) یک مدل اهل هند است که بابت تبلیغات تلویزیونی‌اش شناخته شده‌است.
وی در سال ۲۰۰۳ و در روز جهانی زنان به همراه تنی چند از زنان سرشناس همچون راوینا تاندون بابت خدمات اجتماعی‌شان، به‌عنوان «زن سال» برگزیده شدند.